# Championnat du Gabon de football 1996
Navigation
Saison précédente Saison suivante
La saison 1996 du Championnat du Gabon de football est la vingtième édition du championnat de première division gabonaise, le Championnat National. Il se déroule sous la forme d’une poule unique avec onze formations, qui s’affrontent à deux reprises, à domicile et à l’extérieur. 
C'est le Mbilinga FC qui remporte le championnat cette saison, après avoir terminé en tête du classement final, avec huit points d’avance sur le FC 105 Libreville. C'est le tout premier titre de champion du Gabon de l'histoire du club.
Cette édition est marquée par une série de disqualifications. En effet, le règlement précise qu’une équipe déclarant forfait à trois reprises au cours de la saison est exclue du championnat. Ce cas de figure se produit pour six des onze formations de l’élite. Par conséquent, la saison s’achève avec seulement cinq équipes. Il n’y a ni relégation, ni promotion en fin de saison.

## Les clubs participants
| - USM Libreville - FC 105 Libreville - Wongosport - AS Mangasport - Ndzimba FC - Anges ABC - Promu de D2 | - Mbilinga FC - Stade d'Akébé - Petrosport FC - Ntsa Igali FC - Aigles Verts FC |

## Compétition

### Classement
| Rang | Équipe                | Pts | J | G | N | P | Bp | Bc | Diff |
| ---- | --------------------- | --- | - | - | - | - | -- | -- | ---- |
| 1    | Mbilinga FC           | 20  | 8 | 6 | 2 | 0 | 15 | 7  | +8   |
| 2    | FC 105 Libreville     | 12  | 8 | 3 | 3 | 2 | 8  | 6  | +2   |
| 3    | AS MangasportT        | 11  | 8 | 3 | 2 | 3 | 10 | 11 | -1   |
| 4    | Petrosport FC         | 9   | 8 | 2 | 3 | 3 | 8  | 8  | 0    |
| 5    | Ntsa Igali FC         | 2   | 8 | 0 | 2 | 6 | 3  | 12 | -9   |
|      | Aigles Verts FC exclu |     |   |   |   |   |    |    |      |
|      | USM Libreville exclu  |     |   |   |   |   |    |    |      |
|      | Wongosport exclu      |     |   |   |   |   |    |    |      |
|      | Stade d'Akébé exclu   |     |   |   |   |   |    |    |      |
|      | Ndzimba FC exclu      |     |   |   |   |   |    |    |      |
|      | Anges ABCP exclu      |     |   |   |   |   |    |    |      |

|  | Qualification pour la Ligue des champions de la CAF 1997 |
|  | Qualification pour la Coupe des Coupes 1997              |
|  | Qualification pour la Coupe de la CAF 1997               |
|  | T : Tenant du titre P : Promu de D2                      |

## Bilan de la saison
| Championnat du Gabon de football 1996                             |                         |
| Champion                                                          | Mbilinga FC (1er titre) |
| Coupes et trophées                                                |                         |
| Vainqueur de la Coupe du Gabon 1996                               | Non disputée            |
| Qualifications continentales                                      |                         |
| Ligue des champions de la CAF 1997                                | Mbilinga FC             |
| Coupe des Coupes 1997                                             | FC 105 Libreville       |
| Coupe de la CAF 1997                                              | AS Mangasport           |
| Promotions et relégations                                         |                         |
| Promus en Championnat National                                    | Aucun                   |
| Relégués en Championnat du Gabon de football de deuxième division | Aucun                   |